# چهار انگشت
چهارانگشت فیلمی به کارگردانی و نویسندگی حامد محمدی و تهیه‌کنندگی حمید پنداشته محصول ۱۳۹۷ است.
فیلم چهارانگشت در کشورهای کامبوج، تایلند و ایران فیلمبرداری شده است. این فیلم در تاریخ ۲۵ اسفند ۱۳۹۷ در سینماهای ایران اکران شده است.

## داستان
«چهارانگشت» داستان مردی متصل به بدنه حاکمیت به نام احد فاتحی است که به کمک مدیر برنامه خود نادر ایستاده به بهانه سفر به مکه راهی کامبوج تایلند شده و در آنجا درگیر مشکلاتی می‌شود.
ایستاده (با بازی جواد عزتی) به کمک احد فاتحی (با بازی امیر جعفری) می‌آید، تا با گرفتن مراسمی او را برای رفتن به سفر مکه همراهی کند، اما در واقع می‌خواهند به بهانه سفر زیارتی به تایلند بروند تا مشکل احد را حل کند و در آنجا مشکلاتی برایشان به وجود می‌آید…

## بازیگران
| بازیگر       | نقش          |
| جواد عزتی    | نادر ایستاده |
| امیر جعفری   | احد فاتحه ای |
| مایداوی وییز | اینتیرا      |
| مونا فرجاد   | منصوره       |